# Hendrik Albert Schultens

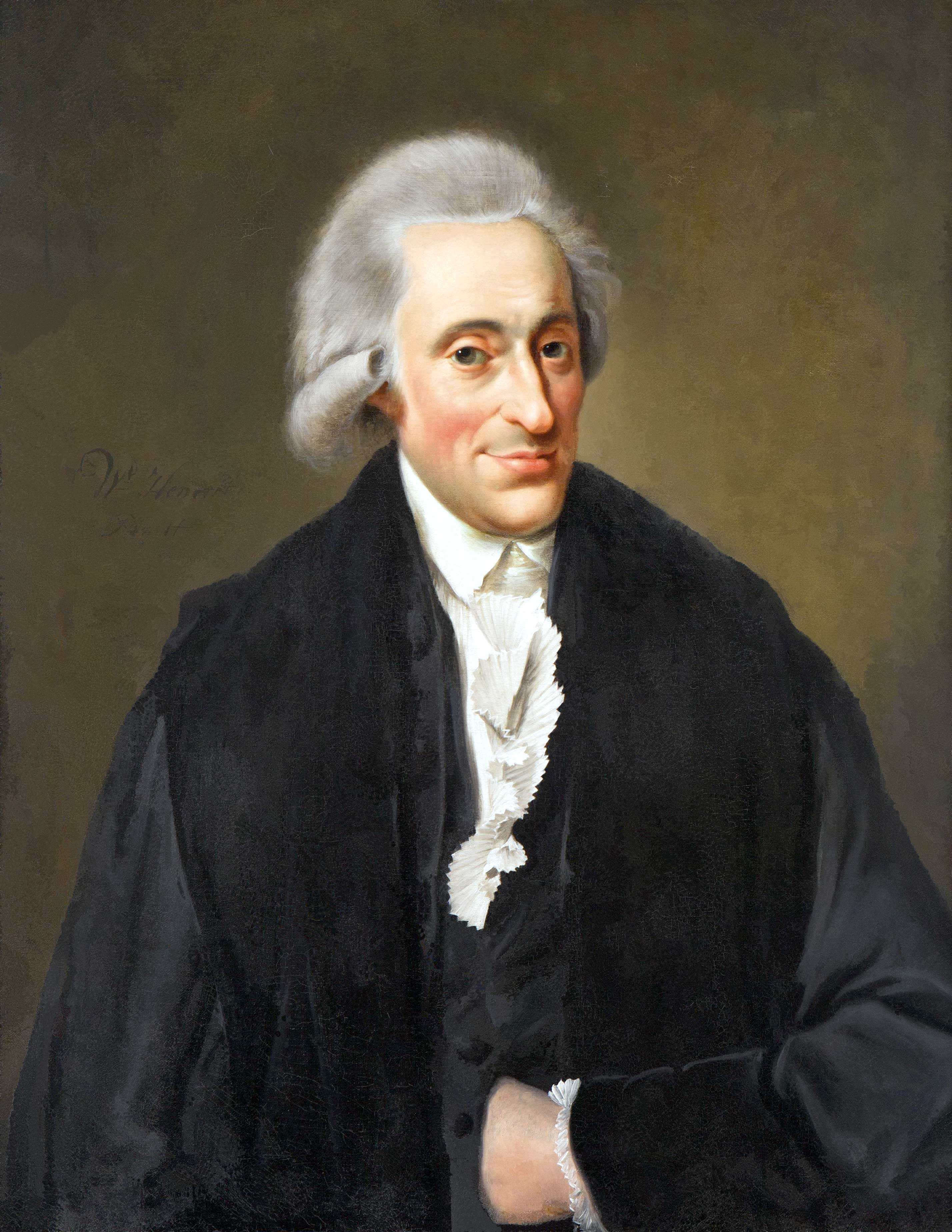
Hendrik Albert Schultens

Hendrik Albert Schultens auch: Heinrich Albert Schultens, Henry Albert Schultens; (* 15. Februar 1749 in Herborn; † 12. August 1793 in Leiden) war ein niederländischer Orientalist.

## Leben
Hendrik Albert Schultens war Sohn des reformierten Theologen und Orientalisten Jan Jacob Schultens. Er hatte die Lateinschule in Leiden und Haarlem besucht. Ab 1758 hatte er an der Universität Leiden die orientalischen Sprachen studiert. 1765 setzte er sein Studium an der Universität Harderwijk fort, wo Meinard Tydeman der Ältere und Everard Scheidius seine prägenden Lehrer wurden. 1767 kehrte er nach Leiden zurück, wo Tiberius Hemsterhuis, David Ruhnken und Lodewijk Caspar Valckenaer einen prägenden Einfluss auf seine bildende Entwicklung genommen hatten.
1772 unternahm er eine Studienreise nach England, wo er in der Bodleian Library der Universität Oxford sich an die Bearbeitung von Edward Pocockes schriftlichen Nachlass der arabischen Sprichwörter des Ahmed el Meidani (-518) machte. Das Ergebnis dieser Arbeit erschien in einer lateinischen Übersetzung unter dem Titel Specimen proverbiorum Meidanii. Zudem verlieh ihm am 4. Mai 1773 der Senat der Universität Oxford die Ehrenmagisterwürde der Philosophie. Im selben Jahr erhielt er am 18. August 1773 einen Ruf an das Athenaeum Illustre Amsterdam als Professor der orientalischen Sprachen und jüdischen Altertümer, welche Aufgabe er am 15. November 1773 mit der Rede de finibus literarum orientalium proferendis übernahm.
Nach dem Tod seines Vaters beriefen ihn am 11. Dezember 1778 die Kuratoren der Universität Leiden zum Professor der morgenländischen Sprachen und jüdischen Altertümer an die Leidener Hochschule. Diese Aufgabe übernahm er am 1. März 1779 mit der Rede de studio Belgarum in litteris Arabicis excolendis. In seiner Eigenschaft als Leidener Hochschullehrer beteiligte er sich auch an den organisatorischen Aufgaben der Hochschule und war 1787/88 Rektor der Alma Mater. Bei der Niederlegung des Amtes hielt er die Rede De ingenio Arabum. Schultens war Mitglied der Gesellschaft der niederländischen Literatur in Leiden.
Aus seiner am 10. April 1774 geschlossenen Ehe mit Catharina Elisabeth de Sitter stammen drei Söhne und zwei Töchter. Man kennt die Söhne Jan Jacob Schultens (21. März 1775 in Amsterdam), Dr. med. Wolter Reinoud Schultens (* 9. Mai 1778 in Amsterdam; † 3. Februar 1804 ebenda) und Albert Willem Schultens (* 17. April 1783 in Leiden; † 5. Dezember 1804 in Amsterdam). Sowie die Töchter Johanna Elisabeth Schultens (* 22. November 1779 in Leiden; † 22. Juni 1820 in Groningen, verh. Juli 1809 mit Pieter Durlau) und Henrietta Catharina Schultens (* 15. Januar 1782 in Leiden; † 25. November 1797 ebenda).

## Werke
- Theses philologicae. Harderwijk 1766
- Anthologia Sententiarum Arabicarum, cum Scholiis Zamachsjarii, versione latina et notis H.A.S. Leiden 1772
- Specimen proverbiorum Meidani e versione Pocockiana. London 1773 (Online)
- Oratio de finibus Orientalium literarum proferendis. Amsterdam 1773 (Online)
- Oratio de studio Belgarum in literis Arabicis excolendis. Leiden 1779
- Pars versionis Arabicae libri Colailah wa Dimnah, sive fabularum Pidpai, Philosophi Indi. Leiden 1786 (Online), 1795 (Online)
- Oratio de ingenio Arabum. Leiden 1788
- Observationes in loca veterum. Leiden, 1793; hebräisch übersetzt von Herman Muthinge: Amsterdam 1794